# El planeta misterioso
El planeta misterioso es una novela basada en el Periodo de la Reforma de Ruusan de la saga de La Guerra de las Galaxias. La novela fue publicada en inglés por la editorial Del Rey en mayo del 2000 y en español por Ediciones Martínez Roca en noviembre de 2000.

## Argumento
Han transcurrido tres años desde la muerte de Qui-Gon Jinn y los acontecimientos de Naboo. Obi-Wan Kenobi aún es un joven e inexperimentado maestro que no consigue conectar con su independiente, impulsivo y aislado padawan, Anakin Skywalker.
Cuando una Jedi, Vergere, desaparece, Obi-Wan y Anakin son enviados por el Consejo Jedi a Zonama Sekot para buscarla.
Sekot es un mundo que parece formar un solo organismo vivo y que ha sido recientemente descubierto. Investigadores y turistas viajan allí para admirar y estudiar su biosfera y las naves vivas que desarrolla el mundo.
Lo que los Jedi no saben es que Sekot esconde la mayor amenaza que la galaxia ha vivido jamás y también su solución. Mientras los Jedi descubren únicamente que Vergere sabía más acerca de esta trama, ellos se ven invueltos en otra que conducirá a Anakin hacia la personalidad que desarrollará más adelante, tras su primer muerto su inocencia empezará a evaporarse.
La novela abre un puente entre el Periodo de la Reforma de Ruusan y el Periodo de la Nueva Orden Jedi al girar la trama en torno a los yuuzhan vong.
- Datos: Q798623